# Massimo Bontempelli
Massimo Bontempelli född 12 maj 1878 i Como, död 21 juli 1960 i Rom, var en italiensk författare.
Bontempelli var 1927–1928 sekreterare i italienska författarförbundet och 1930–1938 medlem av Italienska akademien. Han valdes till senator på livstid men blev senare fråntagen posten på grund av sina sympatier för fascismen.